# Мельзавод
Мельзавод (рос. Мельзавод) — селище у Жирновському районі Волгоградської області Російської Федерації.
Населення становить 145  осіб. Входить до складу муніципального утворення Медведицьке міське поселення.

## Історія
Селище розташоване у межах українського історичного та культурного регіону Жовтий Клин.
Згідно із законом від 21 лютого 2005 року № 1009-ОД для населеного пункту було встановлено органом місцевого самоврядування Медведицьке міське поселення.

## Населення
| 2010 | 2014 | 2016 | 2017 |
| ---- | ---- | ---- | ---- |
| 172  | ↘157 | ↘150 | ↘145 |